# Neobisium brevipes
Neobisium brevipes är en spindeldjursart som först beskrevs av J. Frivaldsky 1865.  Neobisium brevipes ingår i släktet Neobisium och familjen helplåtklokrypare.

## Underarter
Arten delas in i följande underarter:
- N. b. brevipes
- N. b. montanum